# Шпенглер, Лазарус
Лазарус Шпенглер (13 марта 1479, Нюрнберг — 7 сентября 1534, там же) — секретарь нюрнбергского Совета, писатель, гуманист, один из покровителей Реформации в Нюрнберге; сторонник и последователь учения Лютера. 
Он, однако, не поддерживал радикалов, выступал против кровопролития и неоднократно сдерживал городские власти Нюрнберга от жестоких расправ над бунтарями. Шпенглер был одним из ближайших друзей Альбрехта Дюрера, а также непримиримым оппонентом Вилибальда Пиркгеймера. С последним отношения складывались весьма противоречиво.